# Arne Sucksdorff
Arne Edvard Sucksdorff (Estocolmo, 3 de Fevereiro de 1917 - 4 de Maio de 2001) foi um cineasta sueco, especializado em documentários, que viveu mais de 30 anos no Brasil e teve papel importante na formação do grupo do Cinema novo.

## Biografia

### Na Europa
Estudou História Natural na Universidade de Estocolmo, mas abandonou o curso para trabalhar como pintor e diretor de teatro em Berlim. Ainda muito jovem, fez uma longa viagem pela Itália fotografando paisagens, animais e plantas com rara sensibilidade, o que resultou num ensaio fotográfico premiado por uma revista sueca.
Sempre interessado pela natureza, passou a realizar documentários com temas naturais, a princípio curtos e, a partir de 1953, de longa-metragem, tornando-se um dos pioneiros da causa ecológica.

### Premiações
Como cineasta, recebeu alguns dos mais importantes prêmios do cinema mundial. Seu "Människor i Stad" (no Brasil, "Ritmos da Cidade"; nos EUA, "Symphony of a City") ganhou o Oscar de Melhor Curta-metragem em 1949. No Festival de Cannes, ganhou o prêmio de Melhor Curta-Metragem com "Vila Indiana" em 1952 e a Palma de Ouro de Melhor Filme em 1954 com "A Grande Aventura". Este último ganhou também o prêmio de Melhor Documentário do ano de 1954 da British Film Academy. O curta "O Vento e o Rio" ganhou um prêmio especial no Festival de Veneza de 1951

### No Brasil
Veio ao Rio de Janeiro pela primeira vez em Setembro de 1962, para dar um curso de cinema para jovens brasileiros, por iniciativa da Unesco. Foram seus alunos, entre outros, Eduardo Escorel, Joaquim Pedro de Andrade, Vladimir Herzog, Luiz Carlos Saldanha, Alberto Salvá, Antônio Carlos da Fontoura, Lucila Ribeiro Bernardet, Flávio Migliaccio e José Wilker. Arnaldo Jabor foi seu intérprete nas aulas e Nelson Pereira dos Santos, já um cineasta com importantes trabalhos realizados, montou seu Vidas Secas com a moviola Steenbeck trazida por Sucksdorff para o curso.
Atraído fortemente pelo Brasil e recém-separado de seu primeiro casamento (com a atriz Astrid Bergman), Sucksdorff passou a viver e a filmar no Rio de Janeiro. Mas não por muito tempo: em 1968 resolveu conhecer e fotografar o Pantanal mato-grossense. Aí sim, estabeleceu-se: em Mato Grosso Sucksdorff fotografou, filmou, tornou-se cidadão de Cuiabá, casou-se em 1970 com a cuiabana Maria Graça de Jesus e com ela teve os filhos Anders Eduardo e Claudio Arne.
Em 1971 realizou para o IBDF o longa "Mundo à Parte", em 4 episódios: "Os Anos Felizes", "Os Anos na Selva", "Manha de Jacaré" e "O Reino da Selva". Em 1981, publicou o livro de fotos "Pantanal, um Paraíso Perdido". O Instituto Memória, da Assembleia Legislativa do Mato Grosso, é o fiel depositário de 10.000 slides de Arne Sucksdorff, trazidos da Europa com o apoio da Embaixada da Suécia no Brasil.

### De volta à Europa
No início dos anos 90, retornou à Suécia, onde escreveu seu livro de memórias "En drömmares väg", inédito em português. Morreu em sua Estocolmo natal, de pneumonia, aos 84 anos. Como um de seus últimos desejos, teve suas cinzas lançadas no santuário ecológico em que escolheu para viver - às margens do Rio Paraguaisinho.

## Filmografia

### Longas-metragens
- 1975: Mundo à Parte (4 episódios)
- 1971: Mr. Forbush and the Penguins ("Mr. Forbush e os Pingüins")
- 1965: Mitt hem är Copacabana ("Meu Lar é Copacabana" ou "Fábula")
- 1961: Pojken i Trädet ("O Menino na Árvore")
- 1957: En Djungelsaga ("A Fera e a Flecha")
- 1953: Det Stora Äventyret ("A Grande Aventura")

### Curtas-metragens
- 1970: "Região do Pantanal em Mato Grosso"
- 1963: "Praia de Ipanema"
- 1951: Indisk by ("Vila Indiana")
- 1951: Vinden och floden ("O Vento e o Rio")
- 1950: Ett hörn i Norr ("Jornada Escandinava")
- 1949: Strandhugg ("Abordagem")
- 1948: En Kluven värld ("Um Mundo Dividido")
- 1948: Människor i Stad ("Ritmos da Cidade")
- 1948: Upprott ("A Partida")
- 1947: Den drömda dalen ("O Vale dos Sonhos")
- 1945: Skuggor över Snön ("Sombras na Neve")
- 1944: Trut ("Gaivota")
- 1944: Gryning ("Aurora")
- 1943: Sarvtid ("Semeadura")
- 1942: Vinden från väster ("Vento do Oeste")
- 1941: En Sommarsaga ("Uma História de Verão")
- 1939: An August Rhapsody ("Uma Rapsódia de Agosto")